# Marie Noël
Marie Rouget (Auxerre, 16 de febrero de 1883 - 23 de diciembre de 1967), conocida por su seudónimo Marie Noël, fue una poeta francesa, devota católica, laica  y oficial de la Legión de Honor .

## Obras
- Les Chansons et les Heures (1922)
- Noël de l'Avent (1928)
- Chants de la Merci (1930)
- Le Rosaire des joies (1930)
- Cantos salvajes (1936)
- Contes (1944)
- Chants et psaumes d'automne (1947)
- L'Âme en peine (1954)
- L'Œuvre poétique, Stock (1956)
- Notas íntimas (1959)
- Chants d'arrière saison (1961)
- Le chant du chevalier (1969)
- Le cru d'Auxerre (1967)
- L'Œuvre en prose, Stock (1976)
- Les Chansons et les Heures suivi de Le Rosaire des joies, Poésie / Gallimard, (1983)
- Le chemin d'Anna Bargeton, Stock, (1986)
- Almanach pour une jeune fille triste, Desclée de Brouwer, (2011)
- TRADUCCIÓN AL INGLÉS: Reflected Light, traducido por Sara Elizabeth Woodruff, Pageant Press, 1964. Contiene poemas seleccionados de Les Chansons et les Heures, Les Chants de la Merci, Le Rosaire des Joies, Chants et Psaumes d'Automne y Chants d'Arriere Saison. El libro contiene un breve comentario de 17 páginas sobre Marie Noël.